# Gée (rivière)
Pour les articles homonymes, voir Gee.
La Gée est une rivière française qui coule dans le département de la Sarthe. C'est un affluent de la Sarthe en rive droite, donc un sous-affluent de la Loire par la Sarthe et la Maine.

## Géographie
La Gée prend sa source sur le territoire de la commune de Neuvy-en-Champagne dans le département de la Sarthe. Elle rejoint la Sarthe à Fercé-sur-Sarthe, une vingtaine de kilomètres en aval du Mans.

## Communes traversées
- Coulans-sur-Gée
- Brains-sur-Gée
- Auvers-sous-Montfaucon
- Crannes-en-Champagne
- Vallon-sur-Gée
- Maigné
- Fercé-sur-Sarthe

## Hydrologie
Le débit moyen annuel de la Gée, observé durant une période de 24 ans (de 1983 à 2007), à Fercé-sur-Sarthe, localité située au niveau de son confluent, est de 0,64 m3/s pour une surface de bassin de 112 km2.
La Gée présente des fluctuations saisonnières de débit relativement modérées pour la région, avec une période de hautes eaux d'hiver-printemps caractérisées par un débit mensuel moyen allant de 0,87 à 1,26 m3/s, de décembre à mars inclus (avec un maximum en janvier). Dès début avril le débit diminue progressivement pour aboutir à la période des basses eaux qui se déroule de juillet à septembre, avec une baisse du débit moyen mensuel allant jusqu'à 0,215 m3/s au mois d'août, ce qui est encore assez consistant, il est vrai, pour un aussi petit cours d'eau. Cependant les fluctuations de débit peuvent être plus importantes d'après les années et sur des périodes plus courtes.
À l'étiage le VCN3 peut chuter jusque 0,052 m3/s, en cas de période quinquennale sèche, soit 52 litres par seconde, ce qui ne peut être considéré comme très sévère pour un cours d'eau de cette taille.
Les crues peuvent être assez importantes compte tenu de la petitesse du bassin versant. Les QIX 2 et QIX 5 valent respectivement 6,6 et 11 m3/s. Le QIX 10 est de 13 m3/s, le QIX 20 de 16 m3/s, tandis que le QIX 50 se monte à 19 m3/s.
Le débit instantané maximal enregistré à Fercé-sur-Sarthe durant cette période, a été de 16,9 m3/s le 28 décembre 1999, tandis que le débit journalier maximal enregistré était de 12,8 m3/s le même jour. Si l'on compare la première de ces valeurs à l'échelle des QIX de la rivière, l'on constate que cette crue était d'ordre vicennal, c'est-à-dire nullement exceptionnelle.
Au total, la Gée est une rivière peu abondante, comme la plupart de ses voisines de la Sarthe, dépourvues d'apports issus des hauteurs situées au nord de la région. La lame d'eau écoulée dans son bassin versant est de 180 millimètres annuellement, ce qui est nettement inférieur à la moyenne de la France, tous bassins confondus, et aussi à la moyenne du bassin de la Loire (244 millimètres) et de la Sarthe (201 millimètres). Le débit spécifique de la rivière (ou Qsp) atteint de ce fait le chiffre médiocre de 5,4 litres par seconde et par kilomètre carré de bassin.